# 버냐소나무
버냐소나무(bunya---, 학명: Araucaria bidwillii 아라우카리아 비드윌리이[*])는 아라우카리아과의 나무이다.

## 이름
"소나무"라 불리지만 소나무과가 아니라 아라우카리아과에 속한다. 영어 "버냐(bunya)"의 어원은 오스트레일리아 원주민 언어인 야가라어 "부냐부냐(bunya-bunya)"이다. 동원어로 가비가비어·와카와카어 "부니(bunyi)"가 있다.
종소명 "비드윌리이(bidwillii)"는 영국인 식물학자 존 칸 비드윌(John Carne Bidwill)의 이름을 따서 지어졌다.

## 분포
오스트레일리아 퀸즐랜드주의 아열대 우림 지역에서 자란다.

## 생태와 특징
키가 50m까지 자라는 교목으로, 가슴높이지름은 150cm 정도이다. 다른 아라우카리아속 식물처럼 가지는 돌려 난다. 나무껍질은 흑갈색을 띤다.
어린 개체에서는 윤이 나는 연녹색 잎이 나는데, 길이 2.5~5cm 정도로 폭이 좁고 잎끝이 뾰족하다. 다 자란 나무에서 나는 잎은 짙은 초록색을 띠며 길이는 0.7~2.8cm 정도이고 폭은 3~10mm로 비교적 넓고 세모꼴이다.
암수한그루이며, 나무가 14년생 정도 되면 열매(구과)를 맺기 시작한다. 꽃가루열매(숫열매)는 4월에 달리기 시작해 9~10월에 익으며, 길이 6~20cm, 폭 10~15mm 정도이다. 씨열매(암열매)는 수분 후 17개월이 지나면 12~3월에 달린다. 짙은 녹색을 띠며, 길이 20~30cm, 폭 15~22cm, 무게 10kg 정도이다. 열매 하나에 씨가 50~100개 들어 있으며, 씨는 길이 20~50mm, 폭 15~20mm 정도이다.

## 재배와 이용
퀸즐랜드 남부 자생지에서는 버냐소나무 열매가 원주민의 식량자원 가운데 하나였으며, 목재도 널리 이용되었다.
유럽계 정착민도 버냐소나무 목재를 토목건축과 목공에 이용하였다.

## 사진

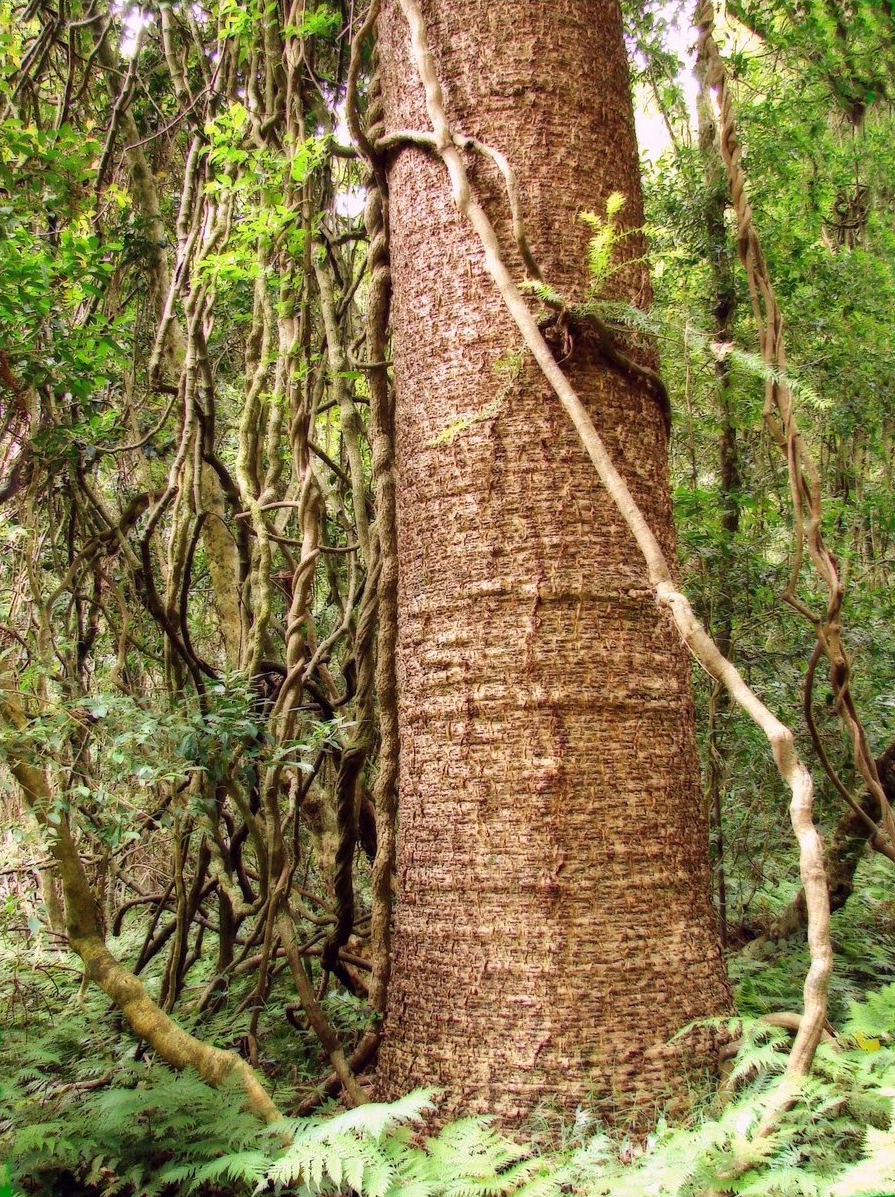
줄기
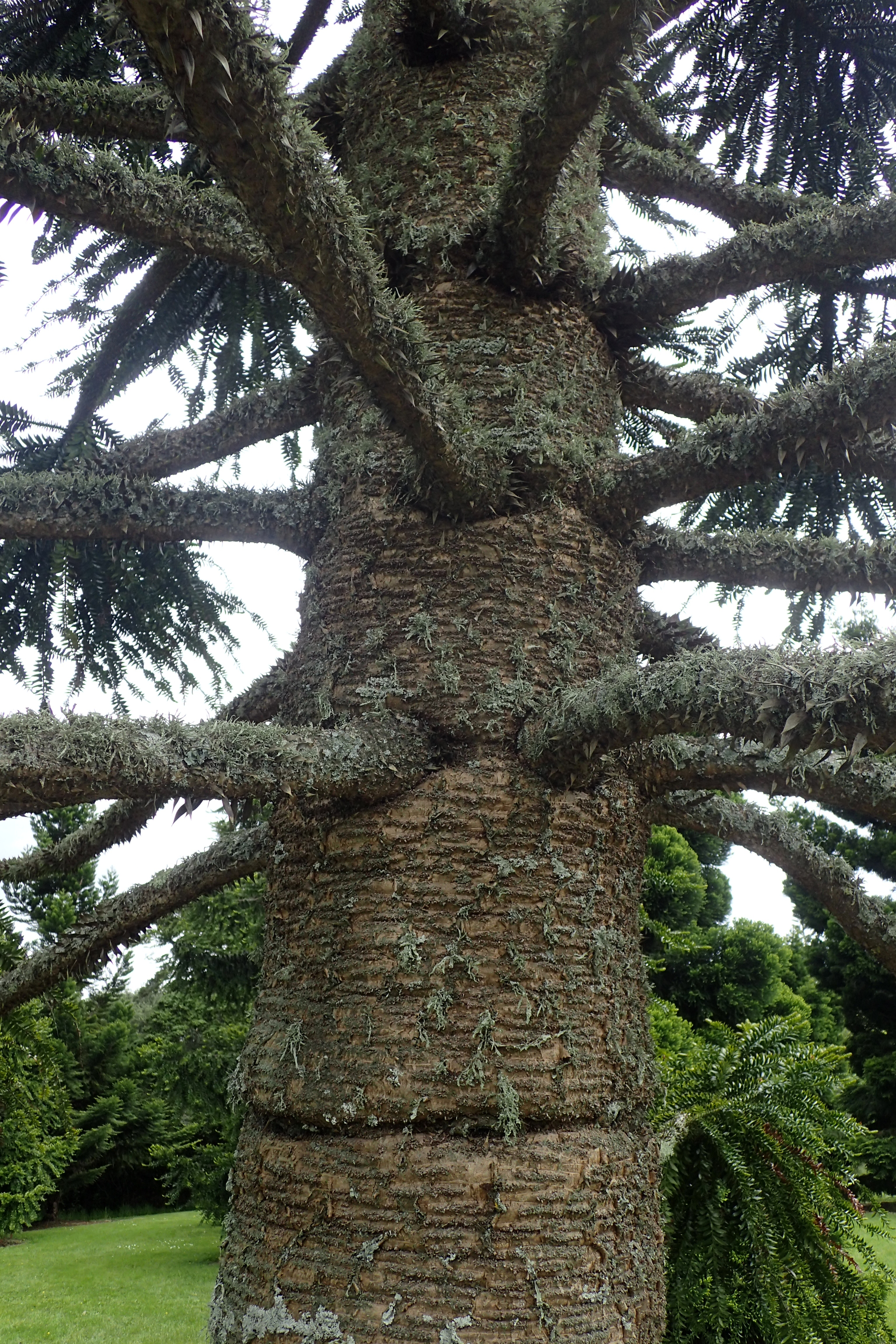
가지
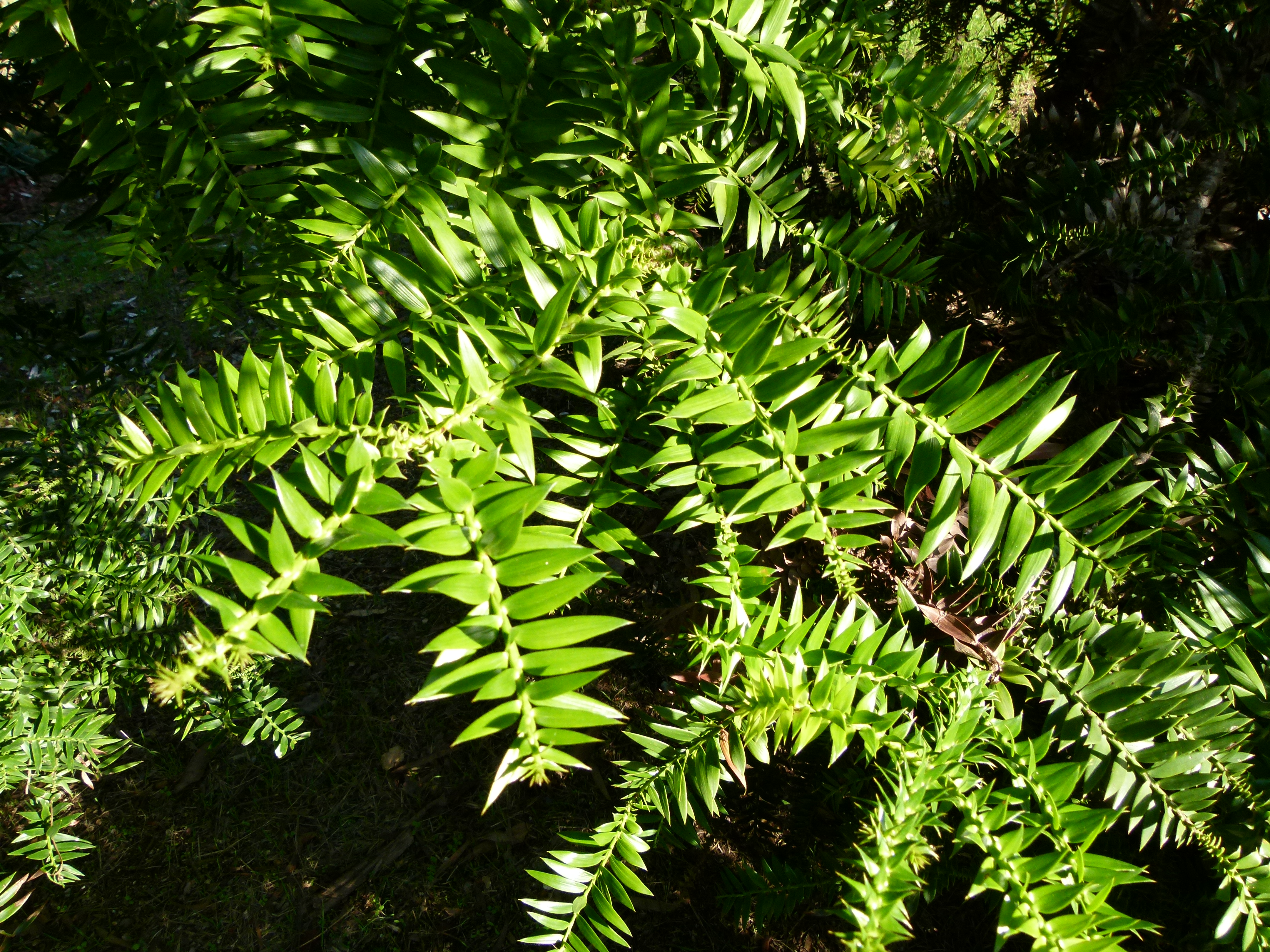
잎
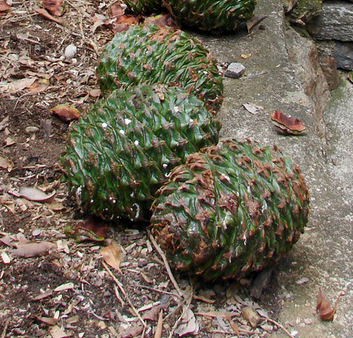
열매
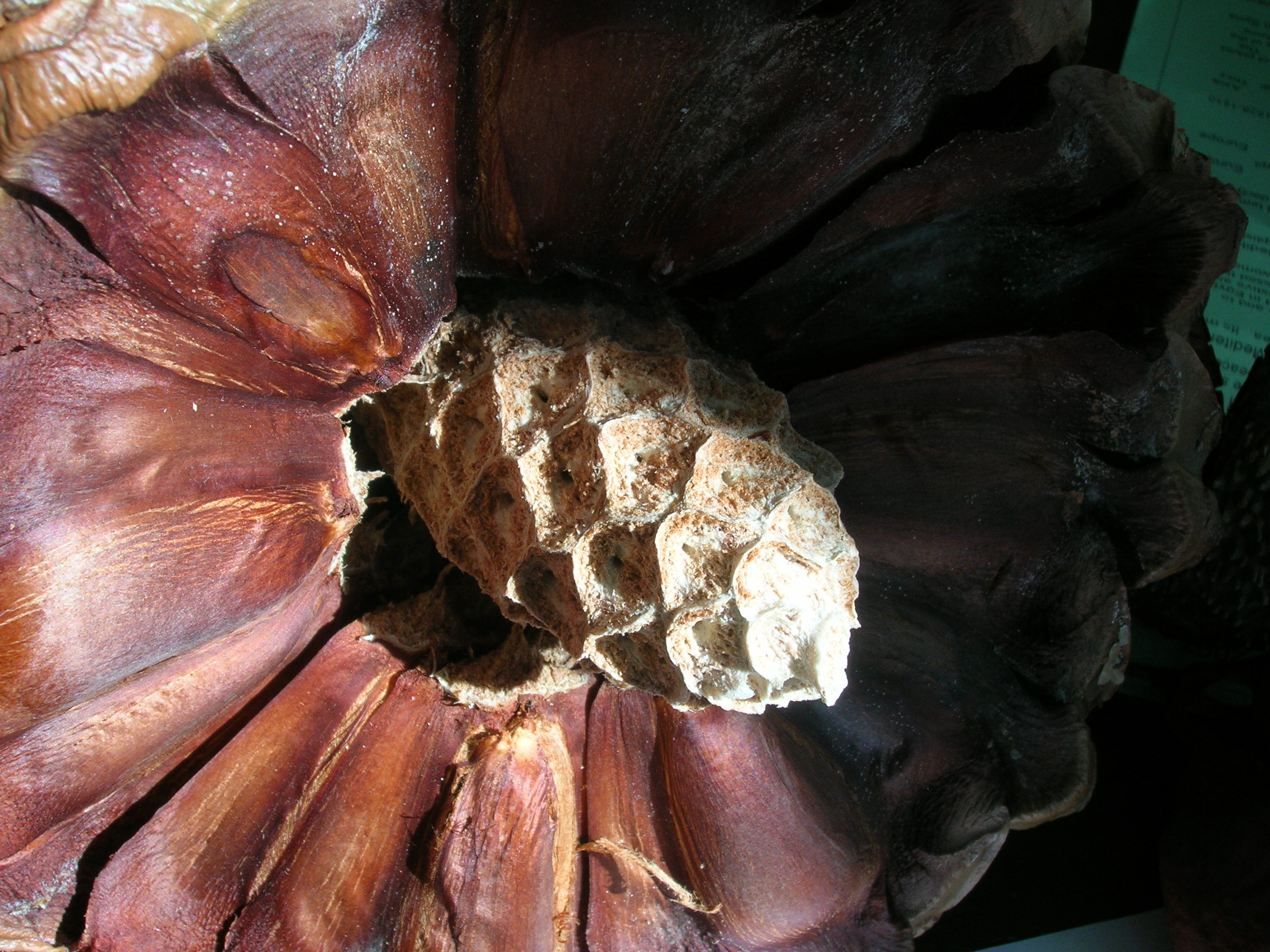
씨
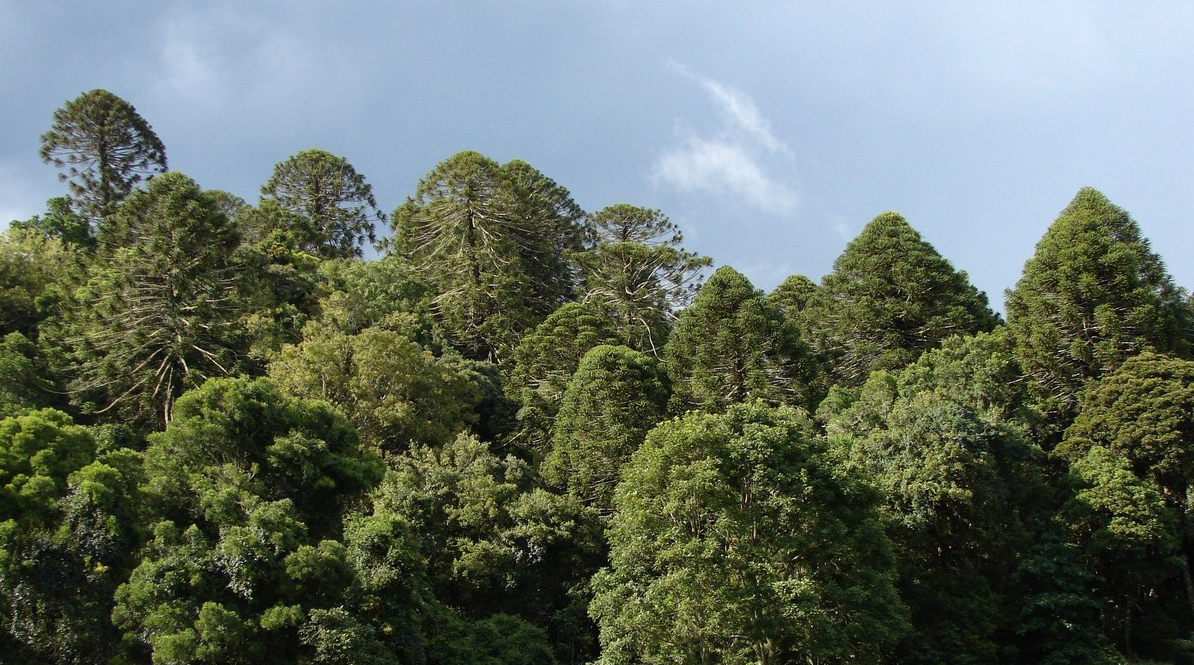
버냐소나무 숲